# Titularbistum Mibiarca
Mibiarca ist ein Titularbistum der römisch-katholischen Kirche.
Es geht zurück auf einen ehemaligen Bischofssitz in der gleichnamigen antiken Stadt in der römischen Provinz Byzacena bzw. Africa proconsularis in der Sahelregion von Tunesien.
| Titularbischöfe von Mibiarca |                              |                                                     |                   |                   |
| Nr.                          | Name                         | Amt                                                 | von               | bis               |
| 1                            | Marcel Gérin y Boulay MEP    | Prälat der Territorialprälatur Choluteca (Honduras) | 30. Dezember 1966 | 4. September 1979 |
| 2                            | Emilio Ogñénovich            | Weihbischof in Bahía Blanca (Argentinien)           | 1. Oktober 1979   | 8. Juni 1982      |
| 3                            | José Oscar Barahona Castillo | Weihbischof im San Vicente (El Salvador)            | 16. Juli 1982     | 6. Juni 1983      |
| 4                            | Luis Morgan Casey            | Weihbischof in La Paz (Bolivien)                    | 3. November 1983  | 27. Juli 2022     |
| 5                            | Thomas Padiyath              | Weihbischof in Shamshabad (Indien)                  | 25. August 2022   |                   |